# Saint-Soulan
Saint-Soulan (gaskognisch: Sent Solan) ist eine französische Gemeinde mit 155 Einwohnern (Stand: 1. Januar 2022) im Département Gers in der Region Okzitanien. Sie gehört zum Kanton Val de Save und zum Arrondissement Auch. Die Einwohner werden Saint-Soulanais genannt.

## Lage
Saint-Soulan liegt etwa 52 Kilometer westsüdwestlich von Toulouse. An der nordwestlichen Gemeindegrenze verläuft der Fluss Marcaoue, im Südosten der Esquinson.
Umgeben wird Saint-Soulan von den Nachbargemeinden Polastron im Norden, Bézéril im Norden und Nordosten, Samatan im Osten, Montamat im Süden, Mongausy im Westen und Südwesten sowie Saint-Martin-Gimois im Westen und Nordwesten.

## Bevölkerungsentwicklung
| Jahr                       | 1962 | 1968 | 1975 | 1982 | 1990 | 1999 | 2006 | 2011 | 2016 |
| -------------------------- | ---- | ---- | ---- | ---- | ---- | ---- | ---- | ---- | ---- |
| Einwohner                  | 192  | 169  | 141  | 155  | 145  | 134  | 142  | 151  | 161  |
| Quellen: Cassini und INSEE |      |      |      |      |      |      |      |      |      |

## Sehenswürdigkeiten
- Kirche Saint-Jacques